# ニュー・フォークの世界
『ニュー・フォークの世界』は、NHK総合テレビジョンの音楽番組『ステージ101』のレギュラー・グループだったヤング101が1971年にステージ101の名義で発表した、通算3作目のオリジナル・アルバムである。

## 解説
12曲の収録曲のうち、以下の7曲が編集CDに収録されている。
- 忘れていた朝 – 『ステージ101ベスト』
- のんびり – 『GOLDEN☆BEST / ステージ101 ヤング青春の日々』『ステージ101 GO!』
- 愛ある世界 – 『ワカが選ぶみんなのステージ101』『ステージ101 GO!』
- 朝が来た – 『ステージ101ベスト』『ステージ101 GO!』
- 返事をおくれよ – 『GOLDEN☆BEST / ステージ101 ヤング青春の日々』『ステージ101 GO!』
- 若さがあるから – 『ステージ101ベスト』『ステージ101 GO!』
- おやすみなさい – 『ステージ101ベスト』『ステージ101 GO!』

## 収録曲
| #         | タイトル                       | 作詞      | 作曲             | 編曲      | 歌                    | 時間  |
| --------- | ------------------------------ | --------- | ---------------- | --------- | --------------------- | ----- |
| 1.        | 「ふたりだけの旅」             | 北山修    | 端田宣彦         | 山屋清    | 井口典子＆ヤング101   | 2:53  |
| 2.        | 「青春のわかれ道」             | 北山修    | 杉田二郎、北山修 | 山屋清    | 串田アキラ＆ヤング101 | 3:07  |
| 3.        | 「忘れていた朝」               | 山上路夫  | 村井邦彦         | 山屋清    | 牧みゆき＆ヤング101   | 2:31  |
| 4.        | 「愛の泉」                     | 渡部隆巳  | 渡部隆巳         | 山屋清    | ザ・バーズ＆ヤング101 | 2:56  |
| 5.        | 「あの素晴らしい愛をもう一度」 | 北山修    | 加藤和彦         | 山屋清    | 若子内悦郎＆ヤング101 | 3:00  |
| 6.        | 「戦争を知らない子供たち」     | 北山修    | 杉田二郎         | 山屋清    | 石岡ひろし＆ヤング101 | 3:04  |
| 合計時間: | 合計時間:                      | 合計時間: | 合計時間:        | 合計時間: | 合計時間:             | 17:31 |

| #         | タイトル           | 作詞       | 作曲       | 編曲      | 歌                     | 時間  |
| --------- | ------------------ | ---------- | ---------- | --------- | ---------------------- | ----- |
| 1.        | 「のんびり」       | マイク真木 | マイク真木 | 和田昭治  | ザ・バーズ＆塩見大治郎 | 2:39  |
| 2.        | 「愛ある世界」     | 山上路夫   | 和田昭治   | 和田昭治  | 川内広明＆ヤング101    | 3:05  |
| 3.        | 「朝が来た」       | 太田一郎   | 中村八大   | 山屋清    | 井口典子＆ヤング101    | 2:47  |
| 4.        | 「返事をおくれよ」 | 忌野清志郎 | 肝沢暢一   | 和田昭治  | 水木誠＆ヤング101      | 2:53  |
| 5.        | 「若さがあるから」 | 山上路夫   | 渋谷毅     | 和田昭治  | 小原初美＆ヤング101    | 3:49  |
| 6.        | 「おやすみなさい」 | 太田一郎   | 中村八大   | 山屋清    | 若子内悦郎＆ヤング101  | 2:57  |
| 合計時間: | 合計時間:          | 合計時間:  | 合計時間:  | 合計時間: | 合計時間:              | 18:10 |